# Grundwasserleiter
Ein Grundwasserleiter, auch Grundwasserhorizont oder Grundwasserträger, ist ein Gesteinskörper mit Hohlräumen, der zur Leitung von Grundwasser geeignet ist.

## Begriffsbestimmung:AquiferundGrundwasserleiter
Eine weite Verbreitung hat inzwischen auch der aus dem englischen Sprachraum übernommene Begriff Aquifer (lat. aquifer „wassertragend“ bzw. „Wasserträger“ aus aqua Wasser und ferre tragen) erfahren; er wurde jedoch nicht in die für Deutschland gültige hydrogeologische Begriffsbestimmung nach DIN 4049-3 übernommen. Obwohl auch in Teilen der deutschen Fachwelt meist als Synonym zum Grundwasserleiter genutzt, umfasst ein Aquifer ausschließlich wassergesättigte Schichtenfolgen. Der Begriff Grundwasserleiter bezeichnet stattdessen einen Gesteinskörper, der geeignet ist, Grundwasser zu leiten, unabhängig davon, ob der Gesteinskörper wassergesättigt ist oder nicht. Diese Definition schließt also auch die ungesättigte Zone mit ein. Die Definition eines Aquifers bezieht sich im Gegensatz dazu nur auf die wassergesättigte Zone bzw. schließt die ungesättigte Zone aus. Daraus folgt, dass beide Begriffe höchstens im Einzelfall als Synonyme gebraucht werden können. Man kann jedoch davon ausgehen, dass bei der Verwendung des Begriffs Aquifer im deutschsprachigen Raum ein Grundwasserleiter gemeint ist.

## Arten von Grundwasserleitern und Eigenschaften
Es werden drei Arten von Grundwasserleitern unterschieden:
1. Porengrundwasserleiter bestehen aus Locker- oder Festgestein, dessen Porenraum von Grundwasser durchflossen werden kann
2. Kluftgrundwasserleiter bestehen aus Festgestein, sie enthalten durchflusswirksame Klüfte und Gesteinsfugen
3. Karstgrundwasserleiter bestehen aus verkarsteten Karbonatgesteinen mit durchflusswirksamen Verkarstungen

Ein Grundwasserleiter wird geologisch durch wasserundurchlässige Schichten (z. B. Tone) begrenzt, die Aquifugen genannt werden.
Ihre Kenntnis und Erkundung ist wichtig für die Trinkwassergewinnung (siehe dazu Wasserhaltung) und die bergbauliche Grundwasserbeeinflussung (Tagebauentwässerung).
Wichtig für die Nutzung des Grundwassers ist die Permeabilität des Grundwasserleiters, die bei Lockergesteinen von seiner Porosität, bei Festgesteinen von deren Klüftigkeit abhängt. Diese wird im einfachsten Fall durch den Durchlässigkeitsbeiwert bestimmt. Die Transmissivität, definiert als Summe der Produkte von Durchlässigkeitsbeiwert und Mächtigkeit der jeweiligen grundwasserführenden Schichten, ist ein noch besseres Maß, wenn der Grundwasserleiter etwa aus mehreren Schichten unterschiedlicher Permeabilität besteht.

## Abgrenzung und verwandte Begriffe

Querschnitt durch einen typischen Grundwasserleiter

Ein Grundwassernichtleiter (englisch aquiclude) ist ein Gesteinskörper, der kein Grundwasser leitet. Ein Geringleiter (englisch aquitard) dagegen hat einen sehr geringen Durchlässigkeitsbeiwert, wobei der Übergang zu einem Nichtleiter nicht scharf abgegrenzt ist. Ein den Grundwasserleiter begrenzender Bereich mit schlechter Durchlässigkeit ist ein Grundwasserhemmer. All diesen gemeinsam sind meist geringe Korngrößen und eine geringe Porosität.
Ein Grundwasserkörper ist ein räumlich eindeutig abgrenzbares Grundwasservorkommen, wohingegen der Grundwasserraum den mit Grundwasser gefüllten Gesteinskörper bezeichnet. Die Grundwassermächtigkeit ist als lotrechter Abstand zwischen Grundwasseroberfläche und Grundwassersohle definiert, also zwischen der oberen und unteren Grenze des Grundwasserkörpers.
Des Weiteren unterscheidet man zwischen gespannten und ungespannten Grundwasserleitern, die über die relative Position von Grundwasseroberfläche und Grundwasserdruckfläche definiert sind. Dabei ist die Grundwasserdruckfläche der Bereich, bis zu dem das Wasser entsprechend seinem hydrostatischen Druck in einer freien Grundwassermessstelle ansteigen würde. Insofern dieser Bereich der Grundwasseroberfläche entspricht, handelt es sich um einen ungespannten bzw. freien Grundwasserleiter. Wird der Anstieg des Grundwassers jedoch vor Erreichen der Druckfläche durch eine nicht- bzw. schlechtleitende Schicht unterbunden, so liegt ein gespannter Grundwasserleiter vor. Diese Unterscheidung wirkt sich maßgeblich auf das Verhalten eines Grundwasserleiters bei der Anlage von Grundwassermessstellen sowie der Durchführung von Pumpversuchen und der letztlichen Grundwasserentnahme aus.
Einen Sonderfall des gespannten Grundwasserleiters bilden artesische Grundwasserleiter, bei denen die Druckfläche über dem Erdboden liegt und das Grundwasser somit unter ungespannten Verhältnissen (z. B. durch eine Bohrung) eine Quelle bilden würde.

## Nutzung, Risiken

### Speicherung

#### Aquiferspeicher
Aquifere können genutzt werden, um thermische Energie zu speichern und sie so zum Heizen oder Kühlen von Gebäuden verfügbar zu machen. Diese Technologie wird als Aquiferspeicher bezeichnet. Im Englischen werden diese als "Aquifer thermal energy storage" (ATES) bezeichnet. Dazu wird warmes Wasser aus einem Aquifer z. B. im Winter zum Heizen von Gebäuden verwendet und kühlt sich dabei ab. Dieses abgekühlte Wasser wird in den Aquifer zurückgeführt und kann dann im Sommer wiederum der Gebäudekühlung dienen. Beim Kühlen des Gebäudes kann das Wasser im Nachgang noch zusätzlich, z. B. durch Sonnenkollektoren erwärmt und wieder im Aquifer gespeichert werden. Für dieses Verfahren sind mindestens zwei Brunnen, ein Schluck- und ein Entnahmebrunnen nötig, die je nach Jahreszeit in ihrer Funktion wechseln. In den Niederlanden sind derzeit über 2500 Aquiferspeicher installiert. In Deutschland sind hingegen derzeit nur zwei Aquiferspeicher in Betrieb, (1) Bonner Bogen und (2) Rostock.
In nichtvulkanischen Gebieten können die Temperaturen im Untergrund sehr unterschiedlich sein. Zur Wärmegewinnung aus einem Aquifer sind dann in der Regel tiefere Bohrungen notwendig: für eine wirtschaftliche Stromerzeugung sind Temperaturen über 100 °C erforderlich. Liegen diese vor, so kann Wasser gefördert, abgekühlt und reinjiziert werden. Man spricht dann von hydrothermaler Geothermie.

#### CO2
Die Speicherung in Aquiferen weit unterhalb einer nutzbaren Grundwassertiefe (ab einer Tiefe von 900 Metern) wird aufgrund des begrenzten Speicherpotentials als Zwischentechnologie für die Vermeidung von CO2-Emissionen bei der Energiegewinnung gesehen.
Im Gegensatz zur Sequestrierungsdauer in Ozeanen (bis zu 10.000 Jahren) kann hierbei mit einer Speicherdauer von über 1 Million Jahren gerechnet werden.

### Rohstoffgewinnung

#### Erdgas
Die Löslichkeit eines Gases in einer Flüssigkeit steigt mit zunehmendem Druck und sinkt
mit zunehmender Temperatur. Durch die steigende Temperatur in zunehmender Tiefe sinkt die Löslichkeit. In der Summe beider Effekte kann das in Gesteinsporen gehaltene Wasser (Formationswasser) jedoch mit wachsender Tiefe größere Mengen Gas binden. Bei Druckentlastung gast dann ein Teil aus und tritt entweder als freies Gas in die Atmosphäre oder wird bei geeigneten geologisch-strukturellen Voraussetzungen in Lagerstätten gefangen. Der im Formationswasser verbleibende Teil wird als Aquifergas bezeichnet. Hauptproblem bei der Förderung ist die Landabsenkung, wie sie in Japan und Italien beobachtet wurde. Dieser kann jedoch durch Reinjektion des entgasten Wassers begegnet werden.

#### Trinkwasser

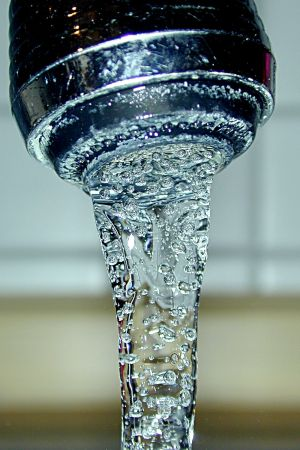
(Trink)wasser aus einem Wasserhahn

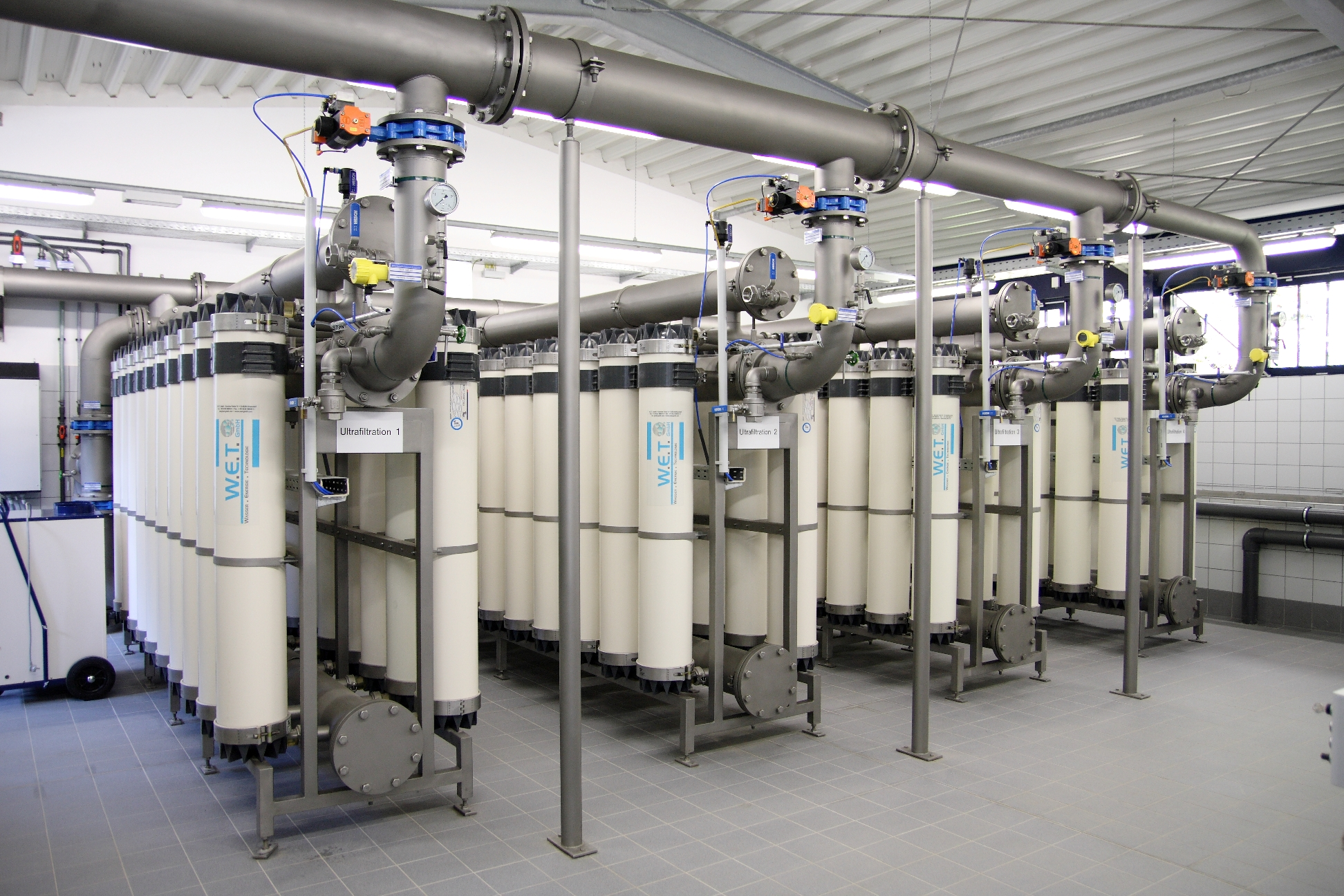
Eine Ultrafiltrationsanlage zur Trinkwasseraufbereitung

Für Menschen ist nur ca. 1 % des weltweit vorkommenden Süßwassers nutzbar – das entspricht einem Anteil von ca. 0,007 % des gesamten (Salz-, Süß- usw.) Wassers, das auf der Erde überhaupt vorkommt.
Der Anteil von 2,5 % Süßwasser am weltweiten Wasservorkommen befindet sich dabei zu 68,7 % als „gebundenes Wasser“ in den Eisschichten der Polkappen, die restlichen 31,3 % verteilen sich in Aquiferen bzw. sind als Bodenfeuchte gespeichert.
Weltweit werden Aquifere in großem Umfang zur Trinkwassergewinnung genutzt. Übersteigt die Entnahme den Zufluss, oder wird nicht erneuerbares fossiles Wasser genutzt, ist eine nachhaltige und dauerhafte Nutzung nicht gegeben.
Ca. 25 % der Weltbevölkerung erhalten ihr Trinkwasser aus Karst-Aquiferen. Das Institut für angewandte Geowissenschaften am Karlsruher Institut für Technologie (KIT) veröffentlichte als Projekt der IAH Karst Commission (International Association of Hydrogeologists) im September 2017 auf dem 44. jährlichen Kongress der IAH in Dubrovnik in Ergänzung der 2000 veröffentlichten Grundwasser-Weltkarte (WHYMAP, World-wide Hydrogeological Mapping and Assessment Programme) zusammen mit dem Federal Institute for Geosciences and Natural Resources (BGR) und der UNESCO eine „Weltkarte der Karst-Grundwasserleiter“ (World Karst Aquifer Map).
Bei der Trinkwasseraufbereitung werden Verfahren zur Grundwasseranreicherung in einigen Fällen genutzt: Dabei wird Oberflächenwasser in den Grundwasserleiter re-infiltriert, um die Reinigungswirkung (Entmanganung, Enteisenung, biologischer Abbau) des Untergrundes zu nutzen. Allerdings können dadurch auch Schadstoffe in den Boden eingetragen werden. Diese Schadstoffe müssen dann im weiteren Prozess der Trinkwasseraufbereitung wieder z. B. durch Aktivkohlefilter eliminiert werden. Um den Schadstoffeintrag möglichst gering zu halten, wird das in den Grundwasserleiter infiltrierte Wasser oftmals vorbehandelt.

#### Bewässerung

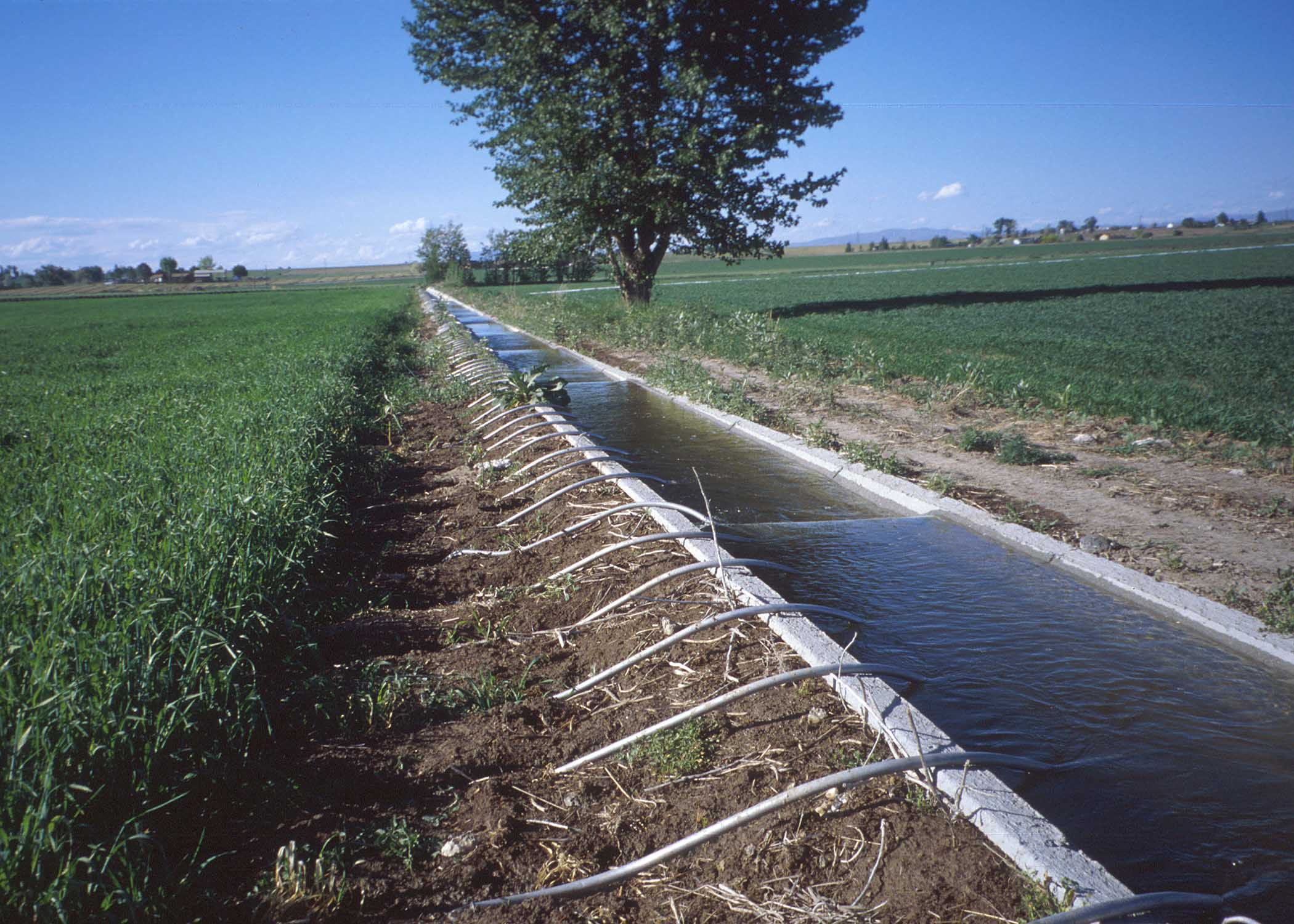
Ein Bewässerungskanal

Die Nutzung nichterneuerbaren Wassers für landwirtschaftliche Bewässerung ist aus ökonomischer und ökologischer Sicht sehr umstritten.

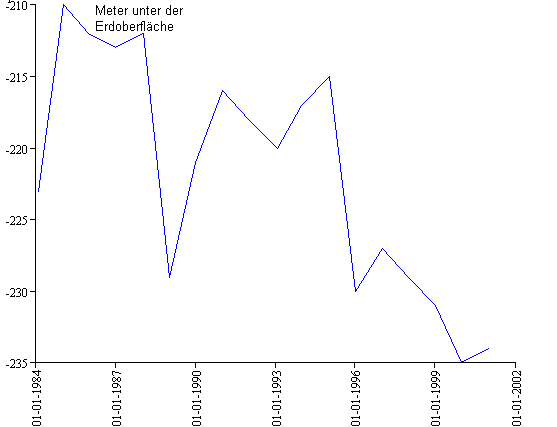
Wasserspiegel des Ogallala-Aquifers bei Morton, Kansas, USA: in 15 Jahren um ca. 25 m gesunken

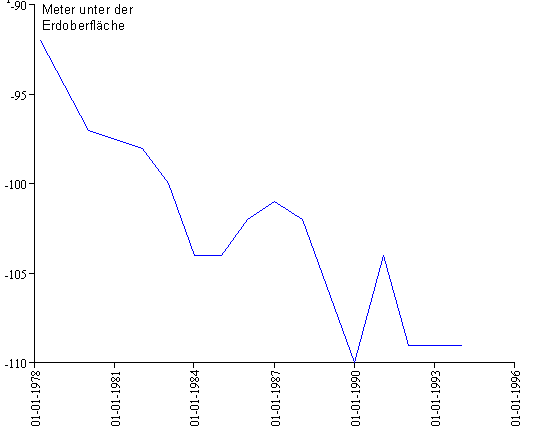
Wasserspiegel des Ogallala-Aquifers bei Seward/Kansas, USA: im Beobachtungszeitraum während 15 Jahren um ca. 20 m gesunken

Der Ogallala-Aquifer in Zentral-Nordamerika wurde ab 1911 zur landwirtschaftlichen Bewässerung genutzt. Da die Menge des entnommenen Wassers schon bald die Menge des zufließenden Wassers überschritt, begann der Wasserspiegel schnell zu sinken. Heutigen Schätzungen zufolge liegt die Quote von entnommenem zu zugeführtem Wasser etwa bei 25, das heißt, dass für 25 Liter entnommenen Wassers nur ein Liter neues Wasser durch Versickerung nachfließt, an manchen Stellen wurde ein Absinken des Wasserspiegels von bis zu 1,50 Metern pro Jahr gemessen. Einige Teile des Aquifers sind somit heute bereits wasserlos; hält diese Austrocknung an, könnte mittelfristig die Landwirtschaft in der Gegend unmöglich werden. Einige Flüsse der Region liegen außerdem teilweise tiefer als der Grundwasserspiegel, was dem Aquifer zusätzlich Wasser entzieht. Noch deutlicher wird die Größenordnung eines derartigen Absinkens des Wasserspiegels, zieht man die Ausdehnung dieses Aquifers (siehe untenstehende Tabelle) in Betracht.
Äußerst problematisch ist die Nutzung von fossilem Grundwasser. Im Westen Ägyptens wurde, nach dem Versiegen der artesischen Quellen in einigen Oasen (Bahariya, Farafra, Abu Minkar, Dahkla und Kharga) der Nubische Aquifer angezapft. In dieser Region ist, aufgrund des vorherrschenden hyperariden Klimas, nahezu keine Grundwasserneubildungsrate vorhanden. Wegen der starken Nutzung der Grundwasserressourcen sank der Grundwasserspiegel des nubischen Aquifers bis 2009 um ca. 60 m.
In den nordwestindischen Aquiferen im Großraum Neu-Delhi, im Punjab sowie in den indischen Bundesstaaten Haryana und Rajasthan ist der Wasserspiegel in den vergangenen sechs Jahren (2009) pro Jahr um mehr als 30 Zentimeter gefallen; der Verlust beträgt über 100 km³. Im gesamten Land hat sich die Fläche der bewässerten Äcker zwischen 1970 und 1999 verdreifacht. Nach einer Studie der Naturschutzorganisation WWF nutzen indische Bauern für die Bewässerung ihrer Felder 400 km³ Wasser jährlich. Nur 150 km³ davon stammen aus Niederschlägen, der Rest kommt aus Grundwasserleitern.
Im kalifornischen Zentraltal (California Central Valley) sind aufgrund intensiver landwirtschaftlicher Nutzung ca. 20 km³ Grundwasser verloren gegangen.

### Verunreinigung

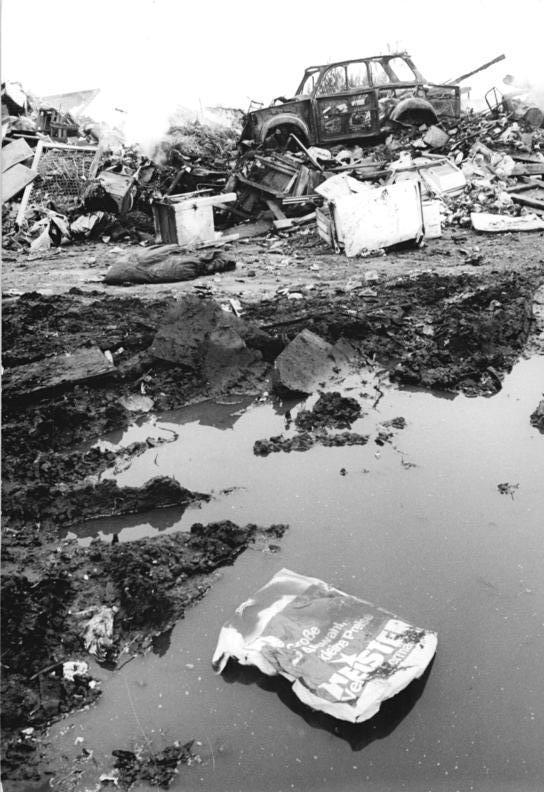
Mülldeponie in Bliesendorf, 1990

Weltweit unterliegen viele Grundwasserkörper enormen Belastungen aus Industrie und Landwirtschaft: Diese stammen z. B. aus direkten Einleitungen von Ab- oder Kühlwässern oder aus indirekten Einträgen wie die Versickerung von Spritz- und Düngemitteln. Dabei spiegelt sich ein verantwortungsvoller Umgang mit der Umwelt (beispielsweise kann ökologischer Landbau die Nitratbelastung erheblich verringern) in der Verringerung der Belastung der Grundwässer wider. Problematisch ist vor allem, dass Verunreinigungen über Jahrzehnte und länger gespeichert werden können und somit noch lange in der Zukunft wirksam sein werden.

#### Arsen
In Deutschland ist das Grundwasser im Schwarzwald stellenweise, und zwar geologisch bedingt, mit Arsen belastet.
In Raum Bad Dürkheim enthält das Grundwasser, ebenfalls geologisch bedingt, Arsen. Bis zum I. Weltkrieg wurde das Wasser aus der „Maxquelle“ (12,5 mg As, höchster bekannter Wert einer Quelle) kurmäßig verabreicht, nach dem Motto „Die Dosis macht das Gift“.
In vielen Regionen der USA, Südamerikas und Asiens kommen im Grundwasser sehr hohe Konzentrationen von Arsen vor. Auch in Europa, speziell in Großbritannien, treten überhöhte Werte auf.

#### Salz

##### Auftausalz
Eine im Winter 2014 vorgelegte Untersuchung des amerikanischen Cary Institut für Ökosystemstudien in Milbrook zeigt, dass die Salzbelastung aus Streusalz von Flüssen und Seen im Südosten des Bundesstaates New York sommers wie winters fast gleich und unerwartet hoch ist. Sie geht davon aus, dass über Jahrzehnte in Grundwasserleiter gelangte Auftausalzfrachten sich in der Zunahme von Salzkonzentrationen in Oberflächengewässern und Trinkwasserbrunnen zeigt. Im kühlen und schneereichen Michigan fanden sich in zwei untersuchten Seen Veränderungen der spezifischen Wasser-Dichten mit einer daraus resultierenden Behinderung der Zirkulation zwischen den Wasser-Schichten. In einem der Seen bestand gar keine Durchmischung mehr: es zeigte sich eine sauerstofflose und sehr salzige, beständige bodennahe Wasserschicht mit entsprechenden Veränderungen von Flora und Fauna.

##### Kaliumchlorid (Kalisalz)
Im süddeutsch-französischen Oberrhein-Aquifer liegen zum Teil erhebliche Belastungen aus Salzeinträgen von Abraumhalden und alten Lagerbecken der hier aufgelassenen bergmännischen Kalisalz-Gewinnung vor.

##### Salzwasserintrusion
In meeresnahe Süßwasservorkommen dringt im Zuge der „Salzwasserintrusion“ aufgrund der unterschiedlichen Dichte von Süß- und Salzwasser naturgemäß Salzwasser ein. Änderungen der Wasserspiegel, z. B. infolge dauernder Übernutzung der Süßwasservorkommen durch den Menschen können das gewachsene natürliche Gleichgewicht empfindlich stören. Ein Beispiel hierfür ist das Chicot-Aquifer an der Golfküste der Vereinigten Staaten von Amerika, ein Teil des Golfküsten-Aquifers.

#### Nitrat
Nitrat kann bei Menschen mit untypischer Darmflora und bei Säuglingen im Darm zu Nitrit umgewandelt werden, welches toxisch ist. Zudem wird Nitrat als Indikator für unerwünschte stickstoffhaltige, organische Verschmutzungen betrachtet.
Anthropogen erhöhte Nitratgehalte im Grundwasser sind eine weltweit bekannte Erscheinung, welche in der Regel in dicht besiedelten Gebieten auftritt sowie durch intensive Landwirtschaft (Stickstoff- oder Gülledüngung) verursacht wird. Bestimmte Böden lassen mehr Nitrat durchsickern, mit dem Klimawandel einhergehende Trockenperioden (in denen Pflanzen weniger Nitrat aufnehmen) verstärken den Eintrag durch die konnotierten Starkregen mit vermehrter Auswaschung. Zur Ermittlung von Nitrateinträgen aus dem Boden-Pflanze-System in das Grundwasser wird teilweise ein deterministisches Nitratverlagerungsmodell eingesetzt, welches den mittleren Stickstoffeintrag aus der Fläche berechnet. Der Grenzwert für Trinkwasser der Europäischen Union liegt derzeit (2010) bei 25 mg/l.
Auch in unbesiedelten, semiariden Gebieten können erhöhte Nitratgehalte in Grundwasser vorkommen, die nicht auf anthropogene Einflüsse zurückzuführen sind und somit ihre Ursache in natürlichen Prozessen haben. In den Ländern des südlichen Afrika (Republik Südafrika, Namibia, Botswana) werden lokal Nitratkonzentrationen von bis zu 600 mg/l angetroffen, die erheblich über dem Grenzwert der World Health Organization (WHO) von 50 mg/l liegen. Es ist bisher nicht eindeutig geklärt, wo die Ursachen für diese erhöhten Nitratgehalte liegen.

## Strategien zur nachhaltigen Nutzung

### Einschränkung des Wasserverbrauches
Einige öffentliche Wasserversorger sind dazu übergegangen, wassersparende Techniken und Installationen auch bei Endverbrauchern in Form von Beratungsleistung und finanziellen Zuschüssen zu unterstützen, um den Wasserverbrauch zu reduzieren. Dies kann nachhaltig zur Stabilisierung von Grundwasservorkommen und Wasserqualität beitragen.

### Reinhaltung durch ökologische Forst- und Landwirtschaft
Die Stadt München unterstützt mit ihren Wasserwerken seit Jahren in großem Stil Landwirte der Umgebung, welche auf ökologischen Landbau umstellen. Damit konnte die Ende der 1960er Jahre steil angestiegene Nitratbelastung auf einem mittleren Niveau stabilisiert und das gewonnene Grundwasser ohne weitere Aufbereitung nach München geleitet werden.

### Transparenz über Stoffströme
Im Rahmen einer „Hoftorbilanz“ sollen industrielle Mastbetriebe eine Bilanz der von ihnen verwendeten Nährstoffe ablegen, womit Nachweise über die von ihnen z. B. über Gülleausbringung emittierten Reststoffe möglich werden.

## Vergleich großer Aquifere weltweit
Im April 2015 präsentierten die UNESCO und die deutsche Bundesanstalt für Geowissenschaften und Rohstoffe (BGR) beim siebten Weltwasserforum im südkoreanischen Daegu eine Weltgrundwasserkarte.
Zur Tabelle, zum Vergleich: Forscher schätzten zuletzt (März 2017) das Volumen aller Seen weltweit auf knapp 200.000 Kubikkilometer.
| Name des Aquifers                                      | Ausdehnung / km² | Länge / km | Breite / km | Volumen / km³ | max. Tiefe / m | ungefähre Mächtigkeit / m | Alter / Jahre       | Geologie | Geographie                                                  |
| ------------------------------------------------------ | ---------------- | ---------- | ----------- | ------------- | -------------- | ------------------------- | ------------------- | --- | ----------------------------------------------------------- |
| Aquífero Alter do Chão                                 |                  |            |             | 86.000        |                |                           |                     | | Brasilien: Bundesstaaten Amazonas, Pará und Amapá           |
| Acuífero Guaraní                                       | 1.200.000        |            |             |               | 1.500          | 1.500                     |                     | | Südamerika: Argentinien, Brasilien, Paraguay, Uruguay       |
| Großes Artesisches Becken (Great Artesian Basin)       | 1.711.000        |            |             | 64.900        | 3.000          |                           | 50–250 Mio.         | | Australien                                                  |
| Oberrhein-Aquifer                                      |                  |            |             | 45            |                | im Mittel 70, bis zu 260  |                     | Geröll-/ Geschiebeverfüllung                                                                                | Deutschland: Oberrheingraben, Südbaden, Frankreich (Elsass) |
| Nubischer-Sandstein-Aquifer (Nubian Sandstone Aquifer) | 2.000.000        |            |             | 373.000       | bis 4.500      | 90                        | 4.500–5.000         | Fossiles Wasser                                                                                             | Naher Osten: Ägypten, Libyen, Sudan, Tschad                 |
| Ogallala-Aquifer                                       | 450.000          |            |             |               | 122            | 160                       | ca. 5 Mio.          | | Nordamerika: Great Plains                                   |
| zum Vergleich: Bodensee                                | 536              | 63         | 14          | 48            | 250            |                           | 3 Mio.              | fluvioglazial erodiertes Zungenbecken bzw. Gletscherrandsee aus der Würm-Eiszeit im Lauf des Rhein-Flusses. | Deutschland: Südbaden                                       |
| zum Vergleich: Hornbergbecken                          | 0,17             | 0,7        | 0,3         | 0,44          | 65             |                           | 1974                | künstlich angelegtes Pumpspeicherkraftwerk-Oberbecken                                                       | Deutschland: Südbaden                                       |
| zum Vergleich: Baikalsee (20 % des freien Süßwassers)  | 31.500           | 636        | 80          | 23.000        | 1.642          |                           | 25–30 Mio.          | Flussbecken der Angara im Baikalgebirge                                                                     | Russland (Asien): Sibirien                                  |
| zum Vergleich: Drei-Schluchten-Stausee                 | 1.085            | 660        |             | 39            | ca. 110        |                           | Fertigstellung 2008 | künstlicher Stausee zur Energiegewinnung im Lauf des Jangtsekiang-Flusses                                   | China                                                       |

## Weitere große Aquifere weltweit
- Golfküste, Vereinigte Staaten von Amerika: Gulf Coast Aquifer, bestehend aus dem Chicot-, Evangeline-, Jasper- sowie Catahoula-Aquifer. Es erstreckt sich von Florida durch Texas bis nach Mexiko hinein und ist größtenteils über 100 Meilen (ca. 160 km) breit.[42] Das dabei größte Chicot-Aquifer weist alleine eine größere Flächenausdehnung als das deutsche Bundesland Hessen auf.[43]

## Weitere Nationen-übergreifende Beispiele
- Iullemeden-Aquifer, Afrika: Mali, Niger, Nigeria[44]
- Koyna River Basin, Indien[45][46]
- Lotipiki-Bassin: Kenia, Süd-Sudan (2013 entdeckt, Ausdehnung 4.164 km², Volumen 200.000 km³)[47]
- Systeme d’Aquiferes du Sahara Septentrional (SASS), Afrika:[48][49][50] Algerien, Libyen, Tunesien